# Guy Stresser-Péan
 (août 2023).
- Si vous ne connaissez pas le sujet, laissez ce bandeau (vous pouvez alors contacter les auteurs).
- Si vous supprimez le contenu mis en cause (vous pouvez préalablement contacter les auteurs),

argumentez précisément cette suppression dans la page de discussion
(un manque de référence n'est pas un argument ; une recherche réelle de référence doit avoir été effectuée, être formellement documentée).

Guy Stresser-Péan à Xilatzen (Tanlajas, San Luis Potosí, Mexique, 1938). Photothèque Guy et Claude Stresser-Péan

Guy Stresser-Péan, né le 17 août 1913 à Paris et mort le 8 novembre 2009 à Mexico, fut un mésoaméricaniste français, et un des principaux spécialistes de la culture huaxtèque. Cet anthropologue, mexicaniste, s’est consacré de 1962 à 1977 à la direction de la Mission archéologique française au Mexique dont il a été le fondateur. Découvreur d’un codex acolhua postcortésien (Le Codex de Xicotepec) et du calendrier totonaque antique, encore en usage dans la Sierra Nord de Puebla (Mexique).

## Biographie
Guy Stresser-Péan est, par sa mère, la joueuse de tennis Adrienne Péan (1875-1958), le petit-fils du chirurgien Jules Péan (1830-1898). Dans sa famille parisienne, il est éduqué par un précepteur jusqu’en 1923, puis, après le baccalauréat, il s’inscrit en 1926 à l’École libre des sciences politiques. En 1934-1936 il suit des cours d’anthropologie, dont ceux de Marcel Mauss. Puis pendant deux ans, jusqu’en 1938, il est envoyé par Paul Rivet comme boursier au Mexique, y succédant à Robert Ricard et à Jacques Soustelle. Il débute là, épaulé par son frère Jacques, sa carrière d’ethnologue dans la région de Valles (Huasteca potosina).
Avec la seconde guerre mondiale, après avoir été mobilisé, il reprend des études  qui l’orientent vers l’anthropologie religieuse, à la 5e section de l’École pratique des hautes études. En 1947 il est recruté comme attaché de recherche au CNRS. Grâce à une bourse de deux ans (1950-52) de la fondation Rockefeller, il retourne sur le continent américain, d’abord en prenant des contacts avec les institutions des États-Unis, puis pour s’immerger à nouveau au Mexique chez les Huastecos. C’est grâce à l’appui de sa mère, qui l’accompagne alors au Mexique, qu’il y prolonge ses recherches jusqu’en 1955. Élu professeur d’anthropologie religieuse à l’École pratique des Hautes Études en 1954, il partage alors son temps entre Paris où il enseigne et le Mexique, toujours pour étudier les Huastecos, mais en multipliant les voyages et les contacts. 
En 1962 il fonde la Mission archéologique française au Mexique, ce qui l’immerge dans le monde des chantiers de fouille, principalement encore en Huasteca. Il est en France, mais aussi au Mexique, un expert reconnu en archéologie comme en ethnologie. Il épouse en 1964 Claude Gantès (1929- ), qui de 1958 à 1963 avait dirigé le centre de Oaxaca de l’Alliance Française, puis celui de Mérida. Celle-ci commence alors des recherches d’ethnologue, tout en participant aux tâches de la Mission archéologique. En 1977, remplacé à la tête de la Mission par Pierre Usselmann, Guy Stresser-Péan prend sa retraite, continuant à résider à Mexico jusqu’à sa mort (2009) et travaillant à l’édition de ses travaux antérieurs.
Ce fut un érudit à l’ancienne, « spécialiste du général » comme on le disait aussi pour son ami mexicain Wigberto Jimenez Moreno (1909-1985). Conteur infatigable, c’est avant tout oralement qu’il a transmis son immense savoir, avec un sens du détail accompagné de beaucoup d’ironie. Peu prolifique de textes écrits personnels, il a fourni de nombreux volumes de rapports rendant compte des chantiers de fouille successifs de la Mission archéologique. L’essentiel de ses textes d’ethnologie, centrés sur le fait religieux, a été réuni en en un volume (2005 en français, 2009 en anglais, 2011 en espagnol). Ses textes sur la Huasteca (archéologie, histoire ethnologie) ont été réunis en 2008.